# 華龍皇家陵園
华龙皇家陵园位于河北省易县清西陵内，其在葬有光绪帝的崇陵旁边，距离崇陵后围墙仅200米，华龙陵园是一个商业性公墓。
清末帝溥仪于1967年去世后，其骨灰起先安放于北京市八宝山人民公墓，1980年改至北京市八宝山革命公墓。1995年1月26日，溥仪的骨灰移葬於华龙皇家陵园，即現今的溥儀墓。